# Vasilij Dmitrijevič Polenov
Vasilij Dmitrijevič Polenov (rusky Василий Дмитриевич Поленов; 1. června 1844 Petrohrad - 18. července 1927 Borok v Tulské oblasti) byl ruský malíř a výtvarný pedagog.

## Život
Polenov pocházel z aristokratické rodiny s mnoha dětmi. Jeho otec Dmitrij Vasiljevič Polenov byl historik, archeolog a diplomat. Jeho mladší sestra Jelena Dmitrijevna Polenova byla malířka a ilustrátorka.
Vzdělání Polenov získal na gymnáziu v Petrozavodsku. Poté se zapsal na petrohradskou uměleckou akademii a studoval mimo jiné u Pavla Petroviče Čisťjakova. V roce 1869 mu byla udělena zlatá medaile za jeho obraz Job a jeho přátelé (Иов и его друзья). V následujícím roce získal další zlatou medaili za práci Kristus křísí dceru Jairovu (Христос воскрешает дочь Иаира).
V roce 1872 Polenov současně ukončil studium akademie i studium na právnické fakultě Petrohradské univerzity. Poté se rozhodl odejít do zahraničí. Navštívil Vídeň, Mnichov, Benátky, Florencii a Neapol. Také dlouho žil v Paříži. Právě tam vznikl jeho obraz Zatčení hraběnky d'Entremont (Арест графини д'Этремон).
V roce 1876 se Polenov vrátil do Ruska. Brzy poté odešel do rusko-turecké války, během níž se stal oficiálním dvorním malířem v carském sídle Alexandra III. Po skončení války se usadil v Moskvě, odkud se v roce 1884 vydal na další delší cestu, která ho zavedla do Istanbulu, Palestiny, Sýrie a Egypta.
Po opětovném návratu do Ruska se stal členem umělecké skupiny Peredvižniků. Od 70. let 19. století Polenov stále více působil v oblasti malby divadelních dekorací.
V letech 1882 až 1895 učil na Moskevské škole malířství, sochařství a architektury . Mezi jeho studenty patřili mj. Isaak Levitan, Konstantin Alexejevič Korovin, Ilja Semjonovič Ostrouchov a Abram Jefimovič Archipov.
Polenov zemřel v Boroku, vesnici v Tulské oblasti, v roce 1927. Jeho díla bývají klasifikována jako historické malby, krajinomalby a žánrové malby.

## Galerie

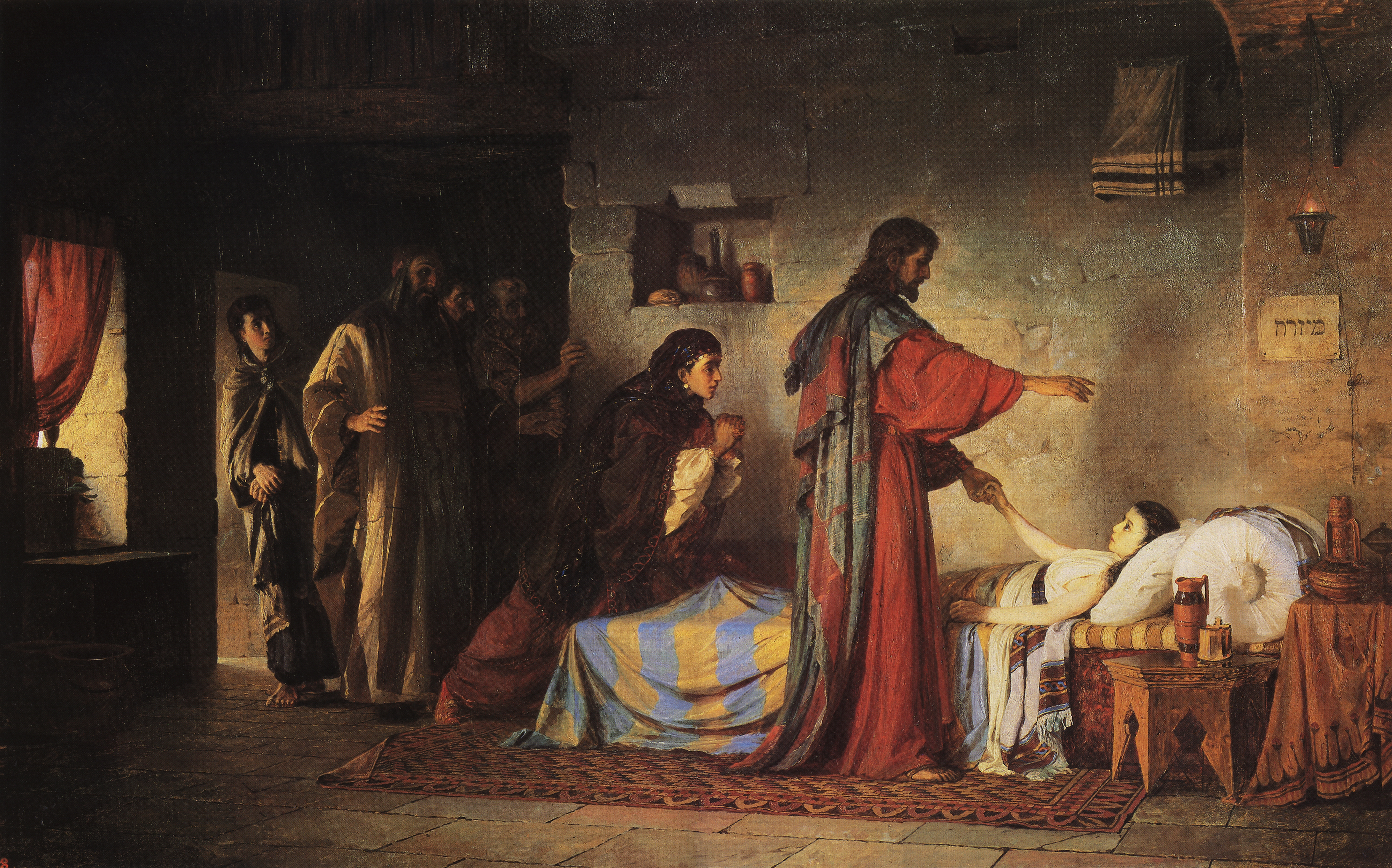
Kristus křísí dceru Jairovu (1871), Muzeum Ruské umělecké akademie
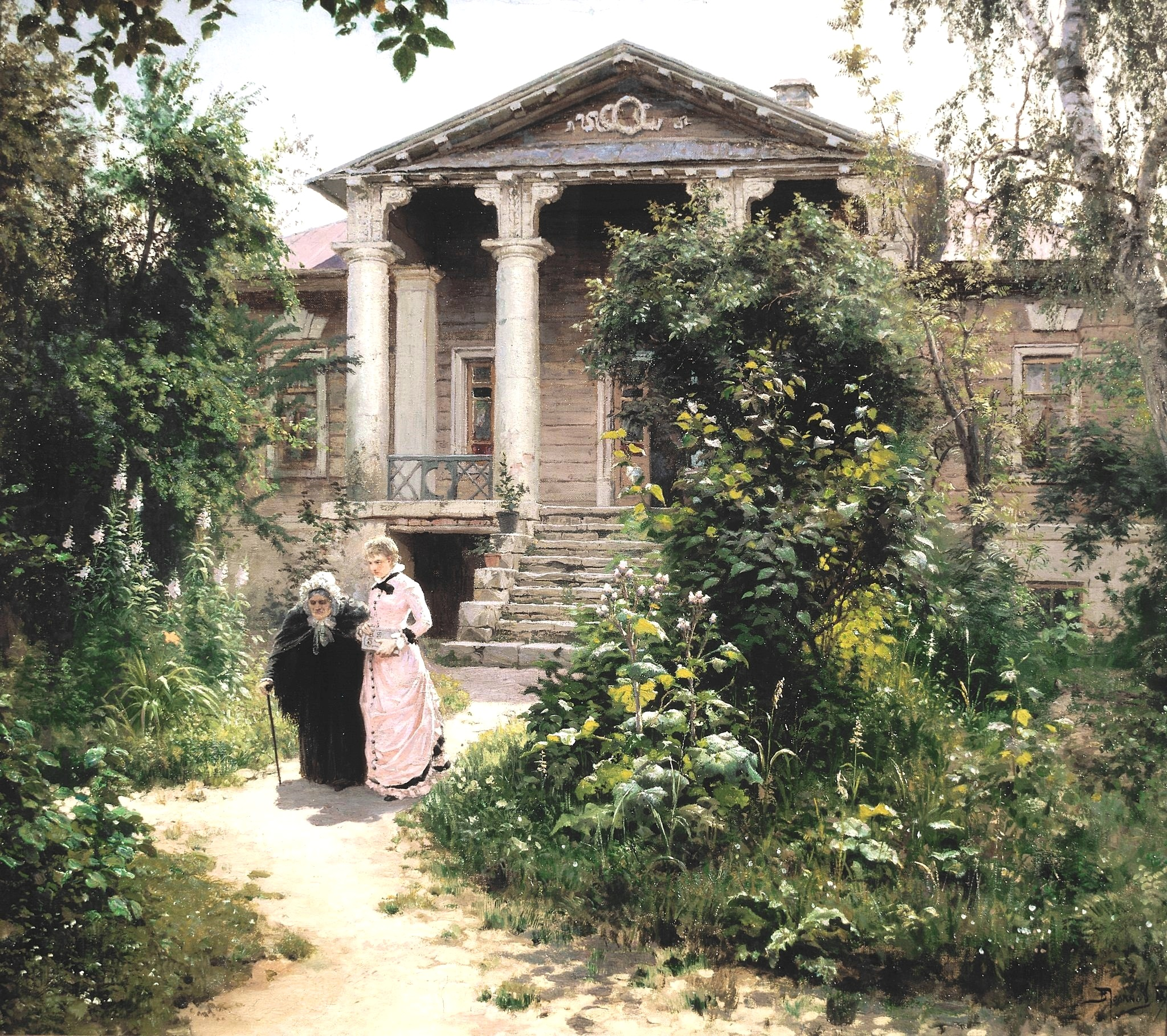
Babiččina zahrada (1878), Treťjakovská galerie
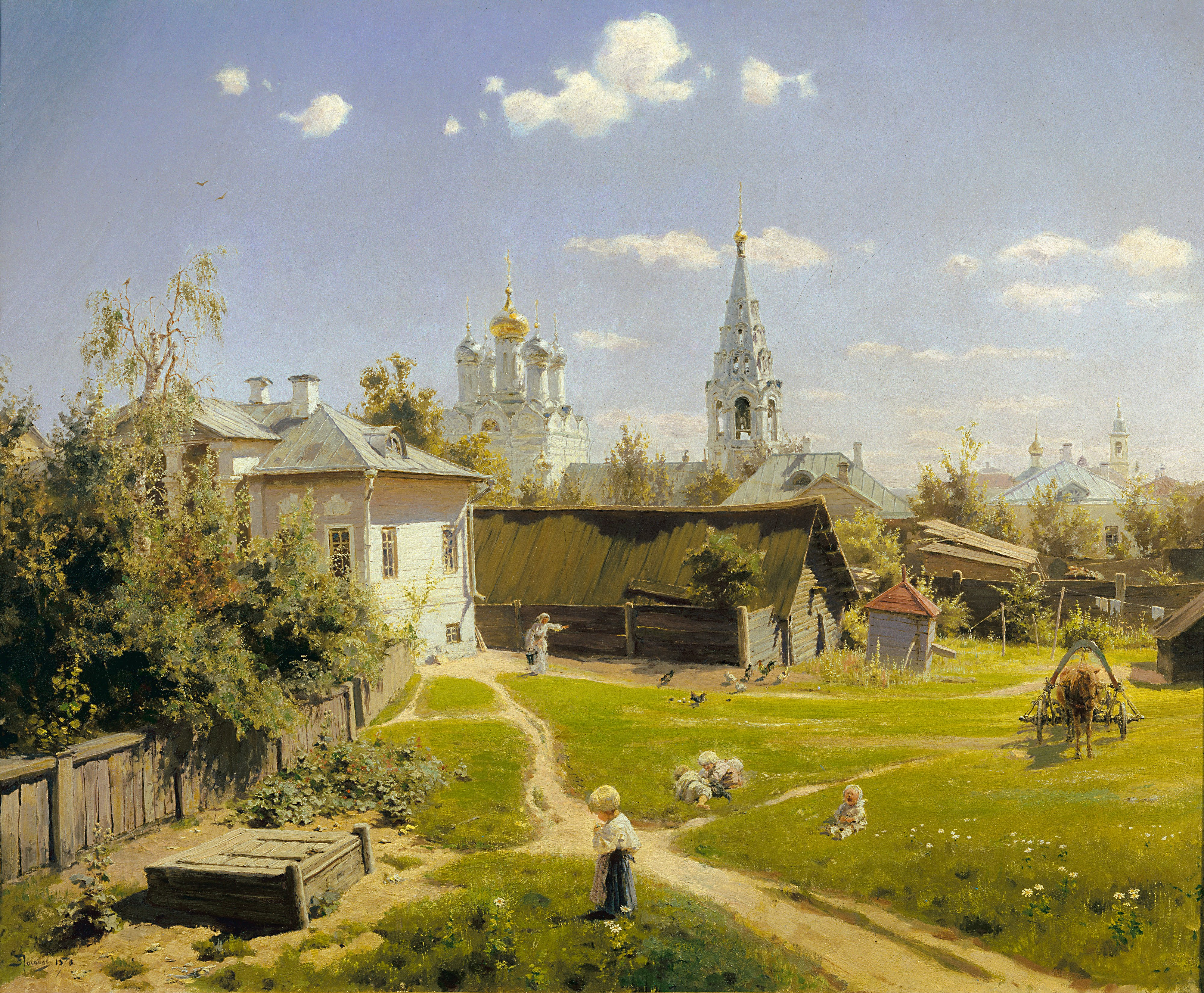
Moskevský dvůr (1878), Treťjakovská galerie
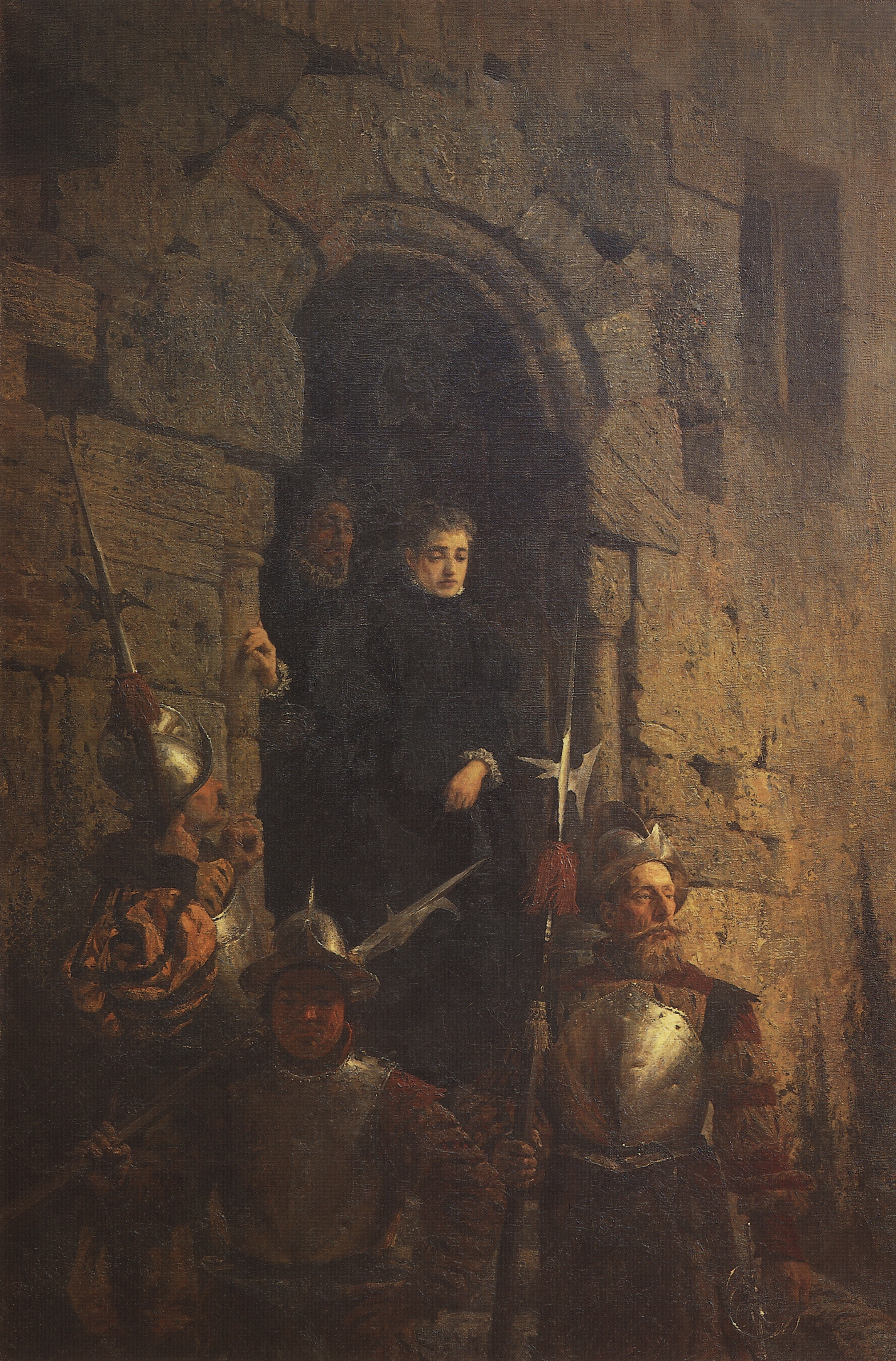
Zatčení hugenotky Jacqueline de Montbel, hraběnky d'Entremont (kolem 1880), Státní ruské muzeum
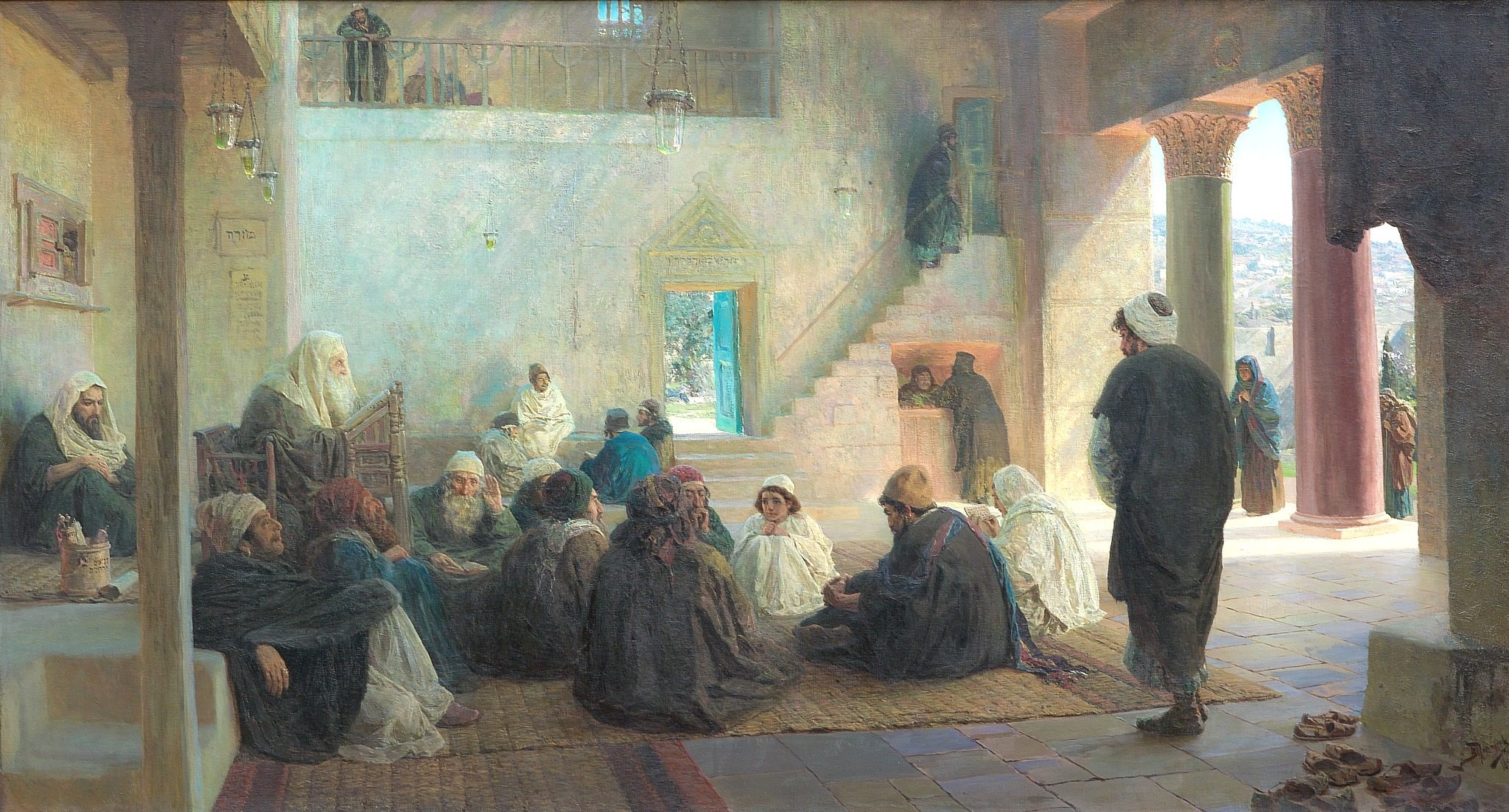
Kristus mezi učiteli (1896), Treťjakovská galerie
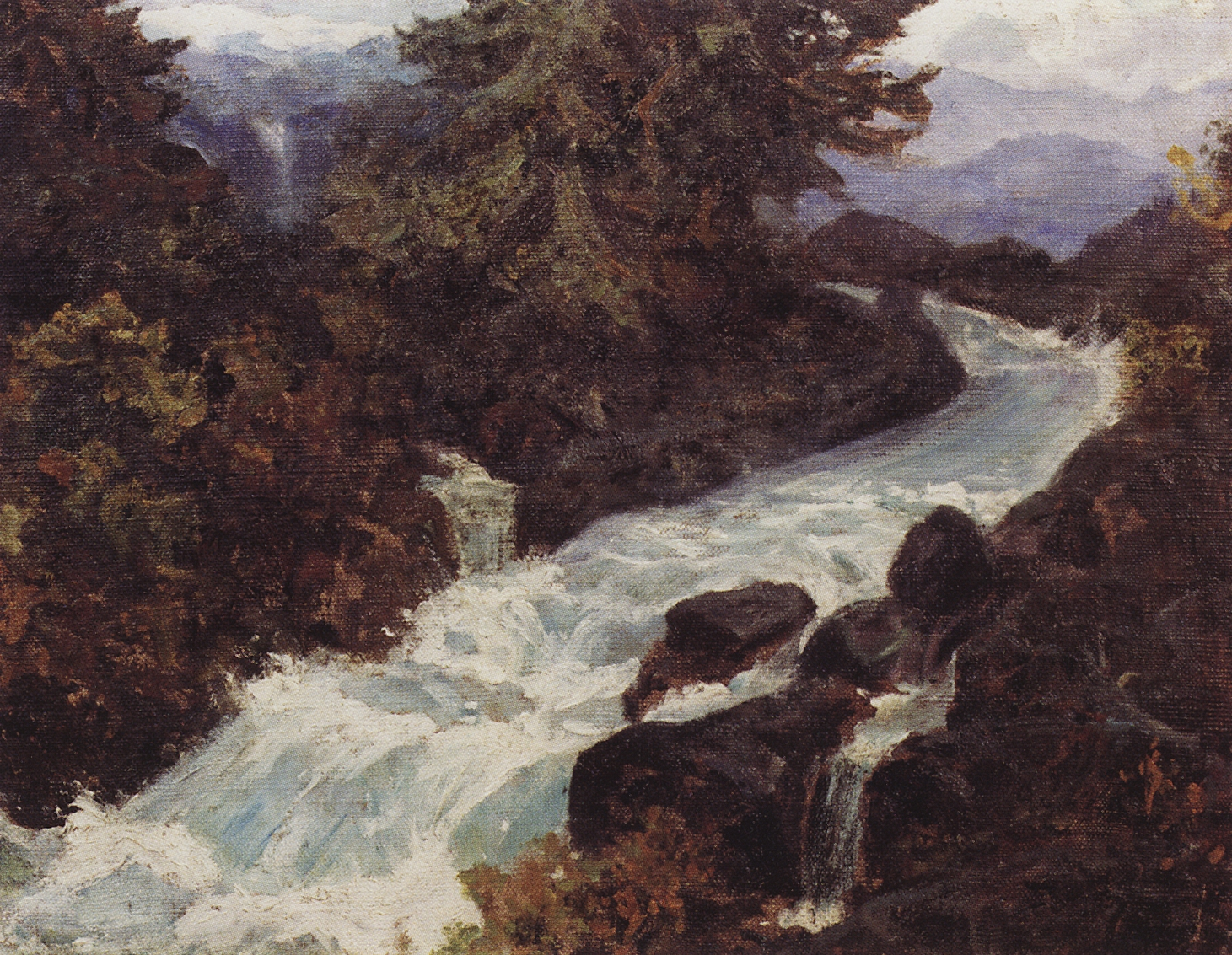
Vodopád (kolem 1900), Nižnotagilské muzeum výtvarného umění